# 蔣風之
蔣風之（1908年4月27日—1986年1月26日），江苏宜兴人，中国二胡演奏家及教育家。

## 生平
蔣風之1908年4月27日生於中國江蘇省宜興市。自小就喜歡音樂，十歲時已吹得一手很好的笛子。十二歲時又迷上了二胡，向同村的王老四學習。十五歲時認識了儲師竹，他的二胡水平得以迅速提高。
1927年，蔣風之入讀上海國立音樂學院，跟指揮家吳伯超學習二胡。第二年，他因兩次向當時政府替示威學生發送請願書，而被校方開除。蔣唯有於1929年轉讀北平大學藝術學院音樂系，主修小提琴和二胡，副修琵琶與鋼琴。塞翁失馬，焉知非福，在北平大學，他幸得到音樂大師劉天華敎導，成為其第一代優秀傳人。
1932年蔣畢業後，先後任教於北京女子藝術與科學學院，北京女子師範學校，北京師範大學，國立藝術學院。 
1948年至1957年，任河北師範學院教授，後升系主任。1957年11月，他回北京師範大學任教。 1977年，他到中國音樂學院任副校長。

## 音樂作品
蔣風之的代表作是他重新演譯中國古典樂曲《漢宮秋月》的二胡獨奏，該曲於1950年灌錄成唱片出版。這部作品源自《瀛州古調》，是琵琶音樂《漢宮秋月》的第一部分。一開始，音樂家劉天華將其重新改編成一個以胡曲調為基礎的二胡樂曲，並於1929年左右將其傳授給學生。之後，許多音樂家在教授學生並進行樂器演奏時進一步將之改編。其中，蔣是做得最出色的一個。他對《漢宮秋月》做了大量研究，以至於他的演奏成功地表達了貂蟬的情感。同年，他的另一部作品《良宵》面世。
除此之外，他還寫了許多音樂作品，如《南歸》、《長夜》等，對古曲的整理亦賦予了新意。有一個關於《長夜》的故事：1932年一·二八事變後，中國人民對日軍侵略感到憤怒。面對黑暗的前景，蔣創作了《長夜》。《長夜》分為三個部分。第一部分描述了在黑暗中徘徊。第二部份是關於渴望光明。 最後是朝著新的未來發展。
其它音樂作品包括：
- 病中吟
- 江河水
- 空山鳥語
- 花歡樂
- 苦中樂
- 仙居音閒居吟
- 中國民族器樂典藏：二胡

## 文字著作
- 蔣風之二胡演奏藝術
- 蔣風之二胡曲八首

## 影響
蔣將傳統二胡的圓形琴筒改為啞鈴型，被稱為「蔣氏南胡」。又與周榮庭、陸修堂等共同設計出「洋山柄頭」二胡和「迴紋頭」二胡。另外蔣還深入鑽研二胡琴弓的製作，其中「歪把弓」就是他研究的成果。
演奏上，蔣風之對弓法和指法有明確的整理和發展。
在教育領域，他為音樂教育貢獻了五十多年的時間，學生眾多。其子亦成為了二胡藝術家，因而被認為是二胡藝術的家族。